# Bruine grasmot
De bruine grasmot (Crambus silvella) is een vlinder uit de familie grasmotten (Crambidae). De spanwijdte van de vlinder bedraagt tussen de 22 en 26 millimeter.

## Waardplant
De bruine grasmot heeft zegge als waardplant.

## Voorkomen in Nederland en België
De bruine grasmot is in Nederland een zeldzame soort, in België is hij sinds 1980 niet meer gemeld. De soort kent één generatie die vliegt van juli tot in september.